# Oxyagrion brevistigma
Oxyagrion brevistigma là một loài chuồn chuồn kim trong họ Coenagrionidae.
Oxyagrion brevistigma được Selys miêu tả khoa học năm 1876.